# روبرت باكر (مجدف)
روبرت باكر (بالهولندية: Robert Bakker)‏ هو مجدف هولندي، ولد في 9 ديسمبر 1962 في Mijdrecht ‏ في هولندا.

## وصلات خارجية
- روبرت باكر على موقع الاتحاد الدولي للتجديف (الإنجليزية)
- روبرت باكر على موقع أوليمبيديا (الإنجليزية)